# Barão de Grajaú
Barão de Grajaú là một đô thị thuộc bang Maranhão, Brasil. Đô thị này có diện tích 2247,229 km², dân số năm 2007 là 16400 người, mật độ 7,3 người/km².